# Alice (Eu)
Alice, Gräfin von Eu (auch Alix, verheiratete Alice de Lusignan) († zwischen 13. und 15. Mai 1246 in La Mothe-Saint-Héray) war eine französisch-englische Adlige.

## Herkunft und Heirat
Alice war eine Tochter von Graf Henri von Eu und von dessen Frau Matilda. Ihr Vater war nicht nur Graf der französischen Grafschaft Eu, sondern auch Lord der englischen Herrschaft Hastings. Ihre Mutter war eine Tochter von Hamelin de Warenne, Earl of Surrey, und von Isabel de Warenne. Nach dem Tod ihres Bruders Raoul d’Eu 1186 wurde Alice alleinige Erbin ihres Vaters, der 1190 starb. Um 1191 heiratete sie Raoul de Lusignan, einen einflussreichen Baron aus dem Poitou.

## Bewahrung ihrer Besitzungen in Frankreich und in England
Als es zwischen dem englischen König Johann Ohneland und der Familie Lusignan wegen der Heirat des Königs mit Isabella von Angoulême zum Streit kam, beschlagnahmte der König 1201 ihre englischen Besitzungen. Allerdings erhielt sie diese 1202 zurück. Nach dem Tod ihres Mannes 1219 war Alice eine reiche Witwe. Sie zahlte dem französischen König Philipp II. 15.000 Silbermark, um die Verwaltung von Eu zu erhalten. Ihre englischen Güter übergab sie zur Verwaltung ihrem Onkel William de Warenne, 5. Earl of Surrey. 1220 konnte sie erfolgreich ihren Anspruch auf Tickhill Castle verteidigen. Als reiche Magnatin konnte sie vor 1223 dem Grafen von Aumale 140 Mark leihen. Angesichts des Kriegs zwischen England und Frankreich übergab sie 1225 Tickhill der englischen Krone, um eine Beschlagnahmung zuvorzukommen. Sie erhielt Tickhill später zurück, doch am 18. Februar 1244 erklärte der englische König Heinrich III. Tickhill für beschlagnahmt. Alice hatte in einem weiteren französisch-englischen Krieg dem französischen König Ludwig IX. Truppen gestellt, nachdem der französische König mindestens zweimal von ihr Vasallendienste gefordert hatte.

## Nachkommen und Erbe
Alice förderte zahlreiche englische und französische Kirchen, unter anderem Battle Abbey, Christ Church in Canterbury, die Kollegiatkirche Notre-Dame in Eu, die Abbaye Saint-Michel in Tréport und das Kloster Foucarmont. Jährlich stiftete sie auch eine große Summe zugunsten der Einsiedlerin Loretta de Briouze. Mit ihrem Mann Raoul de Lusignan hatte Alice mindestens zwei Kinder:
- Raoul († 1246)
- Mathilde († 14. August 1241) ⚭ Humphrey de Bohun, 2. Earl of Hereford

Ihr Sohn Raoul erbte ihre französischen Besitzungen. Sie wurde vermutlich im von ihrem Mann gestifteten Priorat Fontblanche in Exoudun begraben.